# Folkeskoleloven
Lov om folkeskolen eller populært Folkeskoleloven er den gældende lov for den offentlige danske grundskole. I 2014 trådte den nuværende folkeskolelov, der medførte Folkeskolereformen 2014, i kraft. Nogle dele indførtes fra 1. januar 2014, mens andre indførtes fra 1. august 2014.
Tidligere skolelove blev indført i 1539, 1739, 1814, 1937, 1958, 1975, 1993, 2009 og 2014. Et særkende[kilde mangler] ved danske skolelove er, at der ikke er skolepligt, men undervisningspligt, hvorfor det også er tilladt at blive hjemmeundervist i Danmark.

## Folkeskolelovens formålsparagraf
Et hovedtema for lovgiverne har været formålsparagraffen, hvor tendensen fra 1958 til 1993 var større vægt på samarbejde og sociale kompetencer, mens tendensen i løbet af 1990'erne var et krav om større faglighed. I foråret 2011 var følgende formålsparagraf gældende:
"§ 1. Folkeskolen skal i samarbejde med forældrene give eleverne kundskaber og færdigheder, der: forbereder dem til videre uddannelse og giver dem lyst til at lære mere, gør dem fortrolige med dansk kultur og historie, giver dem forståelse for andre lande og kulturer, bidrager til deres forståelse for menneskets samspil med naturen og fremmer den enkelte elevs alsidige udvikling.
Stk. 2. Folkeskolen skal udvikle arbejdsmetoder og skabe rammer for oplevelse, fordybelse og virkelyst, så eleverne udvikler erkendelse og fantasi og får tillid til egne muligheder og baggrund for at tage stilling og handle.
Stk. 3. Folkeskolen skal forberede eleverne til deltagelse, medansvar, rettigheder og pligter i et samfund med frihed og folkestyre. Skolens virke skal derfor være præget af åndsfrihed, ligeværd og demokrati."
Loven, der er gældende fra 2014 har som noget nyt kompetencemål for eleverne.